# Zöldmoszatok

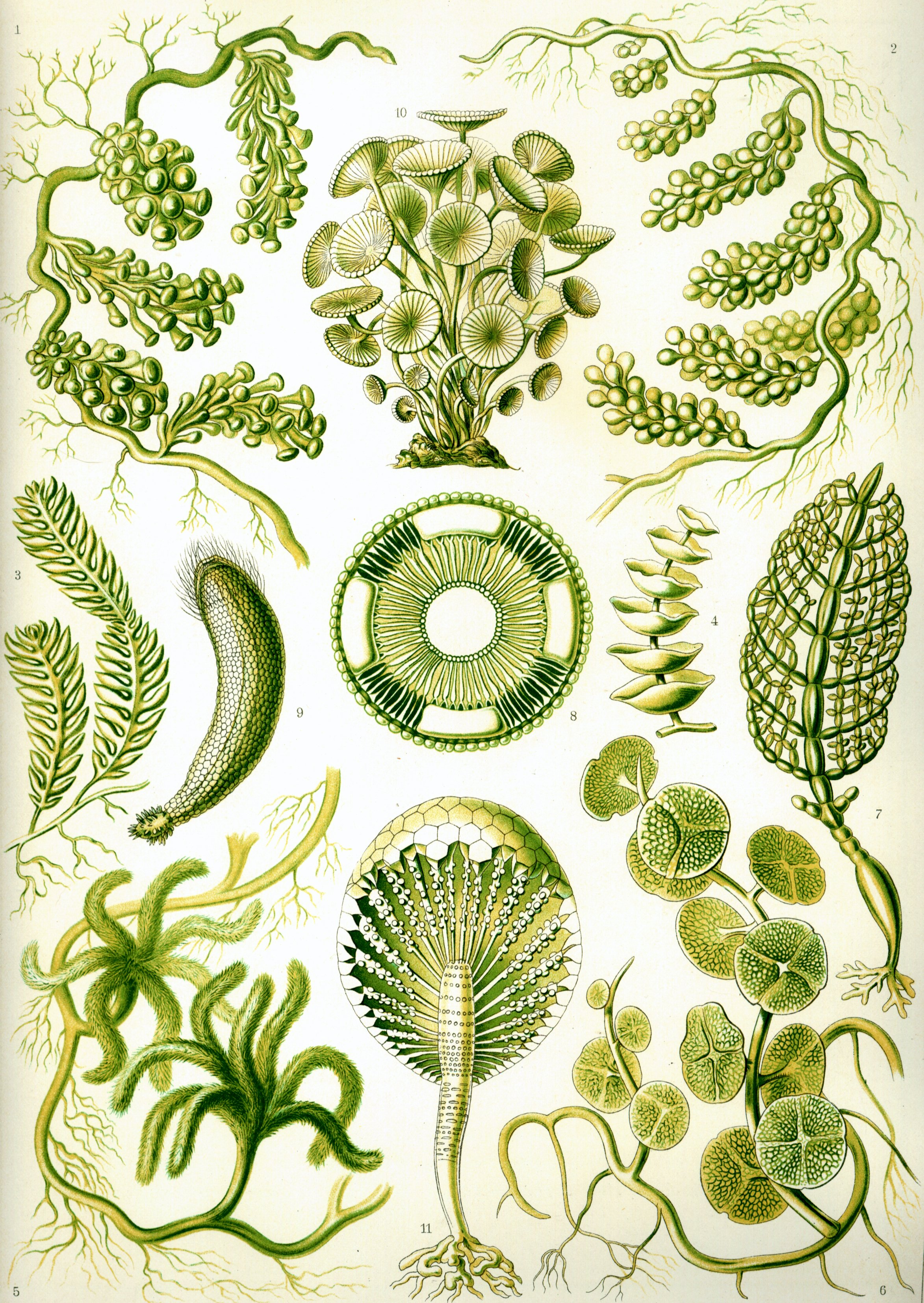
Zöldmoszatok Ernst Haeckel Kunstformen der Natur című könyvéből

A zöldmoszatok elnevezés korábban a növények egy törzsét jelölte. A  korszerű rendszertanok az ide sorolt élőlényeket a valódi zöldmoszatok (Chlorophyta) és a csillárkamoszatok (Charophyta) törzseibe sorolják, így ma a zöldmoszatok e két törzs összefoglaló neve. A két törzsbe mintegy 450 nemzetség 16 000 faját sorolják.
A csillárkamoszatokból fejlődtek ki a fejlettebb növények, így a csoport parafiletikus. Egyes csoportjaik rendszertani megítélése gyakran változik, de az, hogy mely élőlényeket tekintünk moszatoknak, a sok közös sajátosság miatt gyakorlatilag egyértelmű. Fosszilis maradványaikat már a kambriumkori rétegekből is kimutatták.

## Elterjedésük, élőhelyük
Kozmopoliták: gyakorlatilag minden éghajlati övben és földrajzi régióban előfordulnak. Fajaik mintegy 90%-a édesvizekben él, a többi tengerben, illetve szárazföldön. Nemcsak szabadon élő, fotoautotróf fajaik vannak, hanem szimbionták (gombákkal létrehozott szimbiózisaik a zuzmók) és szaprofiták is. A tengeri fajok leginkább a meleg vizek bentoszát kedvelik. Szárazföldi képviselőik a talajban, levelek felszínén (ún. epifitonokként), fák kérgén és más nedves helyeken (például sárban, havon, jégen) fordulnak elő.

## Megjelenésük, felépítésük
Zöld színű, egysejtű vagy többsejtű, sejtfonalas moszatok, amelyek ugyanazt a zöld festékanyagot tartalmazzák sejtjeikben, mint a magasabbrendű növények. Általában kis rögzítőkészülékeikkel megkapaszkodva telepeket hoznak létre, amelyen egyszerű vagy elágazó ostorok fejlődnek. Sok bennük az ásványi anyag. Víztisztító hatásuk jelentős.
Felépítésük változatos: lehetnek egysejtűek (gombostűfejmoszat), sejttársulások (harmonikamoszat),  sejtfonalasak (békanyál), lemezesek (tengerisaláta), telepesek (csillárkamoszatok). Ősibb, sejtfal nélküli típusaik sejtjeiben vakuólumok helyett lüktető űröcskék vannak, amelyek folyamatosan pumpálják kifelé a beáramló vizet. Később kialakult formáik már sejtfalasak, sejtjeikben egy-egy nagy, központi vakuólummal. Az említettekhez hasonló ősi tulajdonságok már csak a többnyire 2 vagy 4 közel egyforma hosszú ostort viselő, vörös szemfoltos (stigma) zoospóráikban és ivarsejtjeikben fordulnak elő. A járommoszatok osztályában már a zoospóráknak és az ivarsejteknek sincs ostora. A mozgó alakok fototaxisra képesek: a gyenge fény felé, illetve az erős fénytől távolodva úsznak.
Fotoszintetikus pigmentjeik olyanok, mint a hajtásos növényekéi:
- klorofill a és b;
- karotinoid-vázas vegyületek:
  - β-karotin,
  - xanthofillok (lutein, zeaxanthin, violaxantin).

Gránumokat alkotó színtestjeiket csak kettős membrán határolja. A színtestek az ősibb formákban serleg, a levezetettebbekben háló, csillag, spirális szalag,  korong vagy egyéb alakúak.
Tartalék tápanyaguk keményítő, esetleg zsíros olaj. Ez pirenoid (mag körüli). Sejtfaluk belül gyakran cellulóz-, kívül pedig pektinrétegekből épül fel; nagyon ritkán xilánból, mannánból vagy glükoproteinből. Előfordulhatnak bennük pektin-, illetve mészberakódások, továbbá mangánvegyületek.
A zöldmoszatok három szerveződési szintet értek el; ez volt a korábbi rendszerezések alapja.
A valódi zöldmoszatok (Chlorophyta) törzsébe (korábban Chlorophyceae osztály) tartozó fajok mindenekelőtt monadális, trichális, szifonokladális és szifonális szerveződési szint fordul elő. Az ostoros zöldmoszatok rendjébe (Volvocales) tartozó fajok ostorokkal mozognak és sejttársulásokat (colonia, coenobium) alkotnak. Akár 20000 sejtet is tartalmazó kocsonyás cönóbiumaik már szabad szemmel is észrevehetők. A Chlamydomonas nemzetségbe tartozó fajok szilárd sejtfalúak, de két ostorral önálló mozgásra is képesek. A Pediastrum, a Chlorella és a Scenedesmus nemzetség fajai kokkális sejtjei gyakran sejttársulásokat képeznek. Az Ulothrix fajok teste el nem ágazó fonalakból áll. A Cladophora fajok sejtjei szifonokladálisak, a Codium, a Caulerpa és az Acetabularia (ernyőalgák) fajokéi pedig szifonálisak. A tengerisaláta (Ulva lactuca) és az Enteromorpha fajok szövettelepeket alkotnak.
A csillárkamoszatok törzsébe sorolt járommoszatok (Zygnematophyceae) osztályába tartozó fajok döntő többsége egysejtű. Előfordulnak közöttük a sejttársulás szintjére jutott, el nem ágazó fonalas, könnyen sejtalkotóikra széteső szervezetek is. Sejtjeik mindig egy sejtmagvúak, ostor nélküliek. Ivartalanul osztódással, ivarosan a sejteket összekötő kopulációs csatorna, ún. járom segítségével, konjugációval szaporodnak. Ismertebb nemzetségeik a Closterium, a Micrasterias, a Cosmarium, a Spirogyra, a Zygnema és a Mougeotia.
A csillárkamoszatok (Charophyta) törzsébe (korábban Charophyceae osztály) tartozó növények telepes teste a megtévesztésig hasonlít a virágos növények testére. Rizoidákkal az aljzathoz kötődnek, csomókra (nódusz) és szárközökre (internódium) tagolódnak, és csomóikból örvösen álló oldalágak erednek. Ivaros szaporodásuk oogámia: a női ivarszervben (oogónium) elhelyezkedő mozdulatlan petesejtet a hímivarszervből (anterídium) kiszabaduló kétostoros hímivarsejtek (spermatozoidák) termékenyítik meg. Az ide tartozó fajok elsősorban sekély tavakban és árkokban alkotnak sűrű gyepet. Legismertebb képviselőik a Chara és a Nitella nemzetségekbe tartoznak.

## Szaporodásuk
Nemzedékváltakozással szaporodnak (ivaros és ivartalan szakasz) – ivartalanul osztódással, meiotikusan képződött zoo-, illetve aplanospórákkal vagy mitospórákkal szaporodnak. A kedvezőtlen időszakot kitartósejtekkel vészelhetik át. Ivaros szaporodásuk izo-, anizo- vagy oogámia. A gaméták mindig egysejtű ivarszervekben, gametangiumokban képződnek. A 2-3 sejtfalréteggel körülvett, tartalék tápanyagokat raktározó zigóta is gyakran átvészeli a kedvezőtlen időszakot.